# Ковач (община Брод)
Вижте пояснителната страница за други значения на Ковач.
Ковач (на македонска литературна норма: Ковач) е село в Северна Македония, в община Брод (Македонски Брод).

## География
Селото се намира в областта Поречие в източното подножие на планината Добра вода.

## История
Църквата „Свети Атанасий“ е обновена или издигната в 1626 или в 1631 година. Гробищната църква „Света Варвара“ също е от третото десетилетие на XVII век. Разрушената църква „Свети Теодор“ също е била стара. В 1802 година е изградена „Свети Йоан“, в 1891 – „Свети Атанасий“, а в 1934 година – „Свети Тодор“.
В XIX век Ковач е село в Поречка нахия на Кичевска каза на Османската империя. В „Етнография на вилаетите Адрианопол, Монастир и Салоника“, издадена в Константинопол в 1878 година и отразяваща статистиката на населението от 1873 година Ковач (Kovatch) е посочено като село с 25 домакинства със 122 жители българи.
Според статистиката на Васил Кънчов („Македония. Етнография и статистика“) от 1900 година Коач е населявано от 240 жители българи християни.
На Етнографската карта на Битолския вилает на Картографския институт в София от 1901 година Ковач е чисто българско село в Кичевската каза на Битолския санджак с 30 къщи.
Цялото село в началото на XX век е сърбоманско. Според митрополит Поликарп Дебърски и Велешки в 1904 година в Ковач има 46 сръбски къщи. По данни на секретаря на Българската екзархия Димитър Мишев („La Macédoine et sa Population Chrétienne“) в 1905 година в Коач има 400 българи патриаршисти сърбомани и в селото работи сръбско училище.
При избухването на Балканската война 1 човек от Ковач е доброволец в Македоно-одринското опълчение.
След Междусъюзническата война в 1913 година селото попада в Сърбия.
На етническата си карта на Северозападна Македония в 1929 година Афанасий Селишчев отбелязва Ковач като българско село.
Според преброяването от 2002 година селото има 54 жители македонци.